# Topolița, Neamț
Topolița este un sat în comuna Grumăzești din județul Neamț, Moldova, România. Se află în depresiunea Ozana-Topolița, pe valea râului Topolița, la 4 km de orașul Târgu Neamț.

## Localizare geografică
Topolița este localizată în depresiunea Ozana-Topolița, pe valea râului Topolița și denumită astfel deoarece este drenată de râurile Ozana și Topolița, aceasta din urmă fiind cunoscută și sub numele de Depresiunea Neamțului sau Depresiunea Nemțișorului, situată la altitudinea de 357 metri. Satul se găsește la 4 km de orașul Târgu Neamț.
Topolița este împărțită în două „cartiere”: Topolița, partea veche a satului, și Ocea, partea nouă.
În Topolița s-a născut mama lui Nicolae Labiș și unde, copil fiind, poetul a petrecut câteva vacanțe. Se pare că poezia Moartea căprioarei a fost scrisă după ce a participat la o vânătoare pe dealurile ce înconjoară satul, împreună cu tatăl lui. 

## Istoric

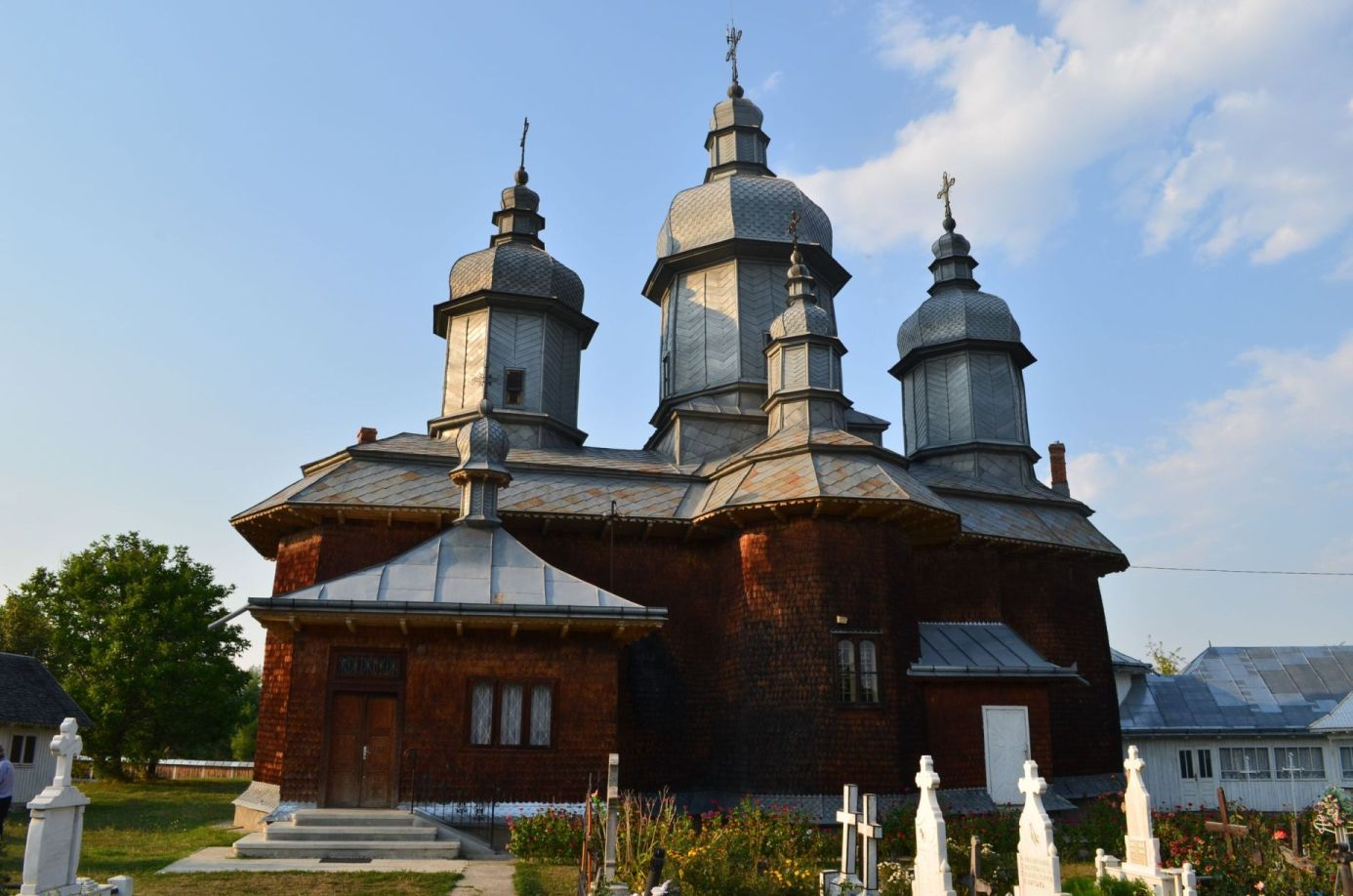
Biserica de lemn din Topolița

Satul este o așezare veche, prima atestare arheologică datând din secolul II d. Hr.. Principalul său obiectiv turistic îl constituie  biserica de lemn din localitate, care poartă hramul Tăierea Capului Sfântului Ioan Botezătorul și făcea parte din fosta Mănăstire Topolița.
Satul este atestat documentar de Domnitorul Ieremia Movilă în aprilie 1598, dar mănăstirea exista deja cu mult inaintea acestei date, ctitorul său fiind Domnitorul Petru Șchiopul (n. 1537 - m. 1594). În această ctitorie s-au mutat, pe la 1550, călugărițele de la Mănăstirea Boiștea (atestată printr-un document din 6 iunie 1446).
De la Mănăstirea Topolița pleacă, în 1781, Maica Olimpiada și construiește un nou așezămănt mănăstiresc la Văratec, între anii 1781-1785.
În 1790, locțiitorul de mitropolit Ambrozie vede că, din cauza extinderii satului, mânăstirea Topolița era înconjurată de casele sătenilor și hotărăște mutarea obștii de maici la Mănăstirea Văratec, care era situată într-un loc retras, mai potrivit vieții monahale. 
După mutarea obștii de maici la Văratec (1790), Biserica Topolița este preluată de către obștea satului, fiind folosită de atunci ca biserică parohială.

## Personalități
- Paul I. Oceanu (1854-1919), medic veterinar, profesor de medicină veterinară la Școala Superioară de Medicină Veterinară din București.